# Vegard Forren
Vegard Forren (* 16. února 1988, Kyrksæterøra, Norsko) je norský fotbalový obránce a reprezentant. Hraje na postu stopera (středního obránce).
Mimo Norsko působil na klubové úrovni v Anglii.

## Klubová kariéra
- KIL/Hemne Fotball (mládežnické týmy)
- Molde FK (mládežnické týmy)
- Molde FK 2007–2013
- Southampton FC 2013
- Molde FK 2013–

## Reprezentační kariéra
Nastupoval za norskou jedenadvacítku.
V A-mužstvu Norska debutoval 18. 1. 2012 na turnaji King's Cup v Bangkoku proti týmu Thajska (výhra 1:0). Svůj první reprezentační gól v A-týmu vsítil 3. září 2015 v kvalifikaci na EURO 2016 proti Bulharsku, byl to vítězný gól na konečných 1:0.